# Liana Zotadse
Liana Zotadse (georgisch ლიანა ცოტაძე; * 7. Juni 1961 in Tiflis, Georgische SSR) ist eine ehemalige sowjetische Wasserspringerin aus Georgien.

## Erfolge
Liana Zotadse, die für Gantiadi Tiflis startete, trat bei den Olympischen Spielen 1980 in Moskau im 10-Meter-Turmspringen an. In dem 17 Teilnehmerinnen umfassenden Feld erzielte Zotadse, zu dem Zeitpunkt 19 Jahre alt, im ersten Durchgang 360,87 Punkte, womit ihr das zweitbeste Resultat aller Starterinnen gelang. Die Hälfte der Vorrundenpunkte wurden ins Finale übernommen. Im Finaldurchgang kam Zotadse auf 395,49 Punkte, die zweithöchste Wertung des Finals. Mit einer Gesamtpunktzahl von 575,925 Punkten schloss sie den Wettkampf hinter Martina Jäschke aus der DDR, die mit 596,25 Punkten Olympiasiegerin wurde, und ihrer mit 576,465 Punkten zweitplatzierten Landsfrau Sirward Emirsjan auf dem dritten Platz ab, womit sie die Bronzemedaille gewann.